# Teroele
Teroele est un village de la commune néerlandaise de De Fryske Marren, situé dans la province de Frise. 

## Géographie
Le village est situé dans le sud-ouest de la commune, au bord du lac De Kûfurd, en limite de  Súdwest-Fryslân, à 7 km au sud-ouest de Joure.

## Histoire
Teroele est un village de la commune de Skarsterlân avant le 1er janvier 2014, date à laquelle celle-ci fusionne avec Gaasterlân-Sleat et Lemsterland pour former la nouvelle commune de De Friese Meren, devenue De Fryske Marren en 2015.

## Démographie
Le 1er janvier 2018, le village comptait 30 habitants.